# Sony Music India
Sony Music Entertainment India Pvt. Ltd. est le label de disques exploité par Sony à Mumbai, Maharashtra, Inde. La société a commencé ses opérations en 1997 et a été la première maison de disques en Inde à être détenue à 100 % par des étrangers, Sony étant une société japonaise. De décembre 2013 à mars 2020, la société a distribué les sorties de Warner Music Group pour le marché indien et SAARC, jusqu'à la création de la division Warner Music India. Sony Music India est le plus grand label de musique étranger en Inde et le deuxième plus grand label de disques du pays. Elle détient une part de 25 % du marché indien de la musique, après T-Series, et devant Zee Music Company, avec laquelle Sony a un partenariat,.
Sony Music South est affilié à Sony Music India et est spécialement conçu pour les films sud-indiens et les albums indépendants. Ils travaillent actuellement à Chennai, dans Le Tamil Nadu, en Inde.